# Handball-Europameisterschaft der Frauen 2014/Qualifikation
Diese Seite beschreibt die Qualifikation zur Handball-Europameisterschaft der Frauen 2014.

## Modus
An der Europameisterschaft 2014 nehmen 16 Nationalmannschaften teil. Die beiden gastgebenden Verbände Kroatiens und Ungarns stehen als Teilnehmer fest. Die übrigen 14 Startplätze werden in einer Qualifikation mit sieben Gruppen ermittelt, wobei die jeweils beiden ersten Plätze zur Teilnahme an der Europameisterschaft 2014 berechtigen.

### Qualifikationsrunde
| Legende | Legende                                                               |
| ------- | --------------------------------------------------------------------- |
|         | Mannschaft ist für die Handball-Europameisterschaft 2014 qualifiziert |
|         | Mannschaft ist ausgeschieden                                          |

#### Gruppe 1
| Rang | Team       | Sp. | S | U | N | T   | GT  | Diff. | Pkt. |
| ---- | ---------- | --- | - | - | - | --- | --- | ----- | ---- |
| 1.   | Dänemark   | 6   | 6 | 0 | 0 | 204 | 164 | +40   | 12   |
| 2.   | Ukraine    | 6   | 3 | 0 | 3 | 177 | 166 | +11   | 6    |
| 3.   | Österreich | 6   | 3 | 0 | 3 | 177 | 186 | −09   | 6    |
| 4.   | Litauen    | 6   | 0 | 0 | 6 | 160 | 202 | −42   | 0    |

| 24. Oktober 2013 in Roskilde, Roskilde Hallen                            | 1.879 Zuschauer Spielbericht | Dänemark Ann Grete Nørgaard 9    | 42 : 27 (20 : 11) | Österreich Sonja Frey 8            |
| 24. Oktober 2013 in Saporischschja, Palace of Sports                     | 1.400 Zuschauer Spielbericht | Ukraine Hlybko, Manaharowa je 10 | 30 : 27 (11 : 15) | Litauen Laima Bernatavičiūtė 14    |
| 27. Oktober 2013 in Panevėžys, Cido Arena                                | 200 Zuschauer Spielbericht   | Litauen Šatkauskaitė 9           | 31 : 38 (12 : 21) | Dänemark Burgaard, Dalby je 5      |
| 27. Oktober 2013 in Krems an der Donau, Sport Halle Krems                | 800 Zuschauer Spielbericht   | Österreich Beate Scheffknecht 13 | 34 : 28 (18 : 12) | Ukraine Wiktorija Borschtschenko 8 |
| 27. März 2014, Do. 18:30 Uhr in Panevėžys, Cido Arena                    | 400 Zuschauer Spielbericht   | Litauen Laima Bernatavičiūtė 8   | 28 : 31 (13 : 13) | Österreich Beate Scheffknecht 12   |
| 29. März 2014, Sa. 20:25 Uhr in Bregenz, Handballarena Rieden-Vorkloster | 1.300 Zuschauer Spielbericht | Österreich Beate Scheffknecht 9  | 32 : 22 (19 : 11) | Litauen Laima Bernatavičiūtė 11    |
| 29. März 2014, Sa. 21:15 Uhr in Kolding, Koldinghallerne                 | 1.454 Zuschauer Spielbericht | Dänemark Line Jørgensen 6        | 28 : 26 (17 : 11) | Ukraine Hlybko, Manaharowa je 5    |
| 4. Juni 2014, Mi. 17:10 Uhr in Michalovce, Chemkostav Aréna              | 900 Zuschauer Spielbericht   | Ukraine Olha Nikolajenko 7       | 24 : 28 (16 : 16) | Dänemark Ann Grete Nørgaard 8      |
| 7. Juni 2014, Sa. 17:15 Uhr in Wien, Albert Schultz Eishalle             | 4.500 Zuschauer Spielbericht | Österreich Katrin Engel 9        | 29 : 33 (14 : 16) | Dänemark Line Jørgensen 8          |
| 11. Juni 2014, Mi. 18:30 Uhr in Kaunas, Žalgirio Arena                   | 1.301 Zuschauer Spielbericht | Litauen Diana Šatkauskaitė 5     | 25 : 36 (12 : 15) | Ukraine Julija Manaharowa 8        |
| 15. Juni 2014, So. 16:00 Uhr in Roskilde, Roskilde Hallen                | 1.648 Zuschauer Spielbericht | Dänemark Line Jørgensen 7        | 35 : 27 (21 : 12) | Litauen Laima Bernatavičiūtė 10    |
| 15. Juni 2014, So. 20:20 Uhr in Michalovce, Chemkostav Aréna             | 550 Zuschauer Spielbericht   | Ukraine Olha Nikolajenko 12      | 33 : 24 (17 : 10) | Österreich Sonja Frey 9            |

#### Gruppe 2
| Rang | Team       | Sp. | S | U | N | T   | GT  | Diff. | Pkt. |
| ---- | ---------- | --- | - | - | - | --- | --- | ----- | ---- |
| 1.   | Frankreich | 6   | 5 | 1 | 0 | 163 | 108 | +55   | 11   |
| 2.   | Slowakei   | 6   | 3 | 1 | 2 | 154 | 139 | +15   | 7    |
| 3.   | Island     | 6   | 3 | 0 | 3 | 151 | 136 | +15   | 6    |
| 4.   | Finnland   | 6   | 0 | 0 | 6 | 106 | 191 | −85   | 0    |

| 24. Oktober 2013 in Rouen, Kindarena                                        | 4.400 Zuschauer Spielbericht | Frankreich Baudouin, Lacrabère je 6    | 25 : 18 (13 : 07) | Slowakei Petra Beňušková 5        |
| 23. Oktober 2013, Mi. 19:30 Uhr in Reykjavík, Vodafone völlurinn Hlíðarendi | 550 Zuschauer Spielbericht   | Island Jónsdóttir, Sigurðardóttir je 5 | 34 : 18 (18 : 08) | Finnland Linda Cainberg 10        |
| 27. Oktober 2013 in Vantaa, Energia Areena                                  | 1.529 Zuschauer Spielbericht | Finnland Cainberg, Hilli je 3          | 13 : 27 (08 : 17) | Frankreich Paule Baudouin 5       |
| 27. Oktober 2013 in Šaľa, Mestská športová hala                             | 2.500 Zuschauer Spielbericht | Slowakei Simona Szarková 5             | 19 : 18 (09 : 09) | Island Karen Knútsdóttir 7        |
| 26. März 2014, Mi. 19:00 Uhr in Vantaa, Vantaa Energia areena               | 600 Zuschauer Spielbericht   | Finnland Alexandra Roos 7              | 25 : 27 (14 : 12) | Slowakei Katarína Dubajová 7      |
| 26. März 2014, Mi. 19:20 Uhr in Reykjavík, Laugardalshöll                   | 1.323 Zuschauer Spielbericht | Island Karen Knútsdóttir 8             | 21 : 27 (11 : 15) | Frankreich Baudouin, Dembélé je 5 |
| 29. März 2014, Sa. 17:30 Uhr in Limoges, -------                            | 4.500 Zuschauer Spielbericht | Frankreich Gnonsiane Niombla 8         | 24 : 19 (10 : 13) | Island Karen Knútsdóttir 8        |
| 29. März 2014, Sa. 18:00 Uhr in Michalovce, Chemkostav Aréna                | 2.000 Zuschauer Spielbericht | Slowakei Petra Beňušková 7             | 38 : 17 (17 : 7)  | Finnland Genberg, Von Numers je 4 |
| 11. Juni 2014, Mi. 18:00 Uhr in Šaľa, Mestská športová hala                 | 2.900 Zuschauer Spielbericht | Slowakei Petra Beňušková 5             | 24 : 24 (15 : 12) | Frankreich Zaadi, Deroin je 4     |
| 11. Juni 2014, Mi. 19:00 Uhr in Karjaa, Sisu Arena                          | 400 Zuschauer Spielbericht   | Finnland Lönnborg 8                    | 20 : 29 (6 : 18)  | Island Hildigunnur Einarsdóttir 6 |
| 15. Juni 2014, So. 15:00 Uhr in Reykjavík, Laugardalshöll                   | 975 Zuschauer Spielbericht   | Island Karen Knútsdóttir 10            | 30 : 28 (16 : 12) | Slowakei Simona Szarková 10       |
| 15. Juni 2014, So. 17:00 Uhr in Mouilleron-le-Captif, Vendéspace            | 2.200 Zuschauer Spielbericht | Frankreich Gaudefroy, Lacrabère je 8   | 36 : 13 (14 : 5)  | Finnland Ax 3                     |

#### Gruppe 3
| Rang | Team       | Sp. | S | U | N | T   | GT  | Diff. | Pkt. |
| ---- | ---------- | --- | - | - | - | --- | --- | ----- | ---- |
| 1.   | Montenegro | 6   | 5 | 1 | 0 | 150 | 134 | +16   | 11   |
| 2.   | Polen      | 6   | 3 | 0 | 3 | 140 | 132 | +08   | 6    |
| 3.   | Tschechien | 6   | 3 | 0 | 3 | 157 | 136 | +21   | 6    |
| 4.   | Portugal   | 6   | 0 | 1 | 5 | 127 | 172 | −45   | 1    |

| 23. Oktober 2013 in Podgorica, SC Morača                                                 | 3.550 Zuschauer Spielbericht | Montenegro Katarina Bulatović 11    | 25 : 21 (11 : 11) | Polen Kinga Grzyb 6                 |
| 23. Oktober 2013 in Most, Sportovní hala Baník Most                                      | 1.070 Zuschauer Spielbericht | Tschechien Romana Chrenková 6       | 35 : 20 (17 : 08) | Portugal Neuza Valente 4            |
| 27. Oktober 2013 in Coimbra, Pavilhão Multidesportos Dr. Mário Mexia                     | 1.000 Zuschauer Spielbericht | Portugal Vera Lopes 8               | 24 : 29 (08 : 10) | Montenegro Petrović, Radičević je 7 |
| 27. Oktober 2013 in Lublin, Hala Globus                                                  | 4.300 Zuschauer Spielbericht | Polen Monika Stachowska 5           | 19 : 22 (09 : 09) | Tschechien Iveta Luzumová 9         |
| 26. März 2014, Mi. 16:20 Uhr in Most, Sportovní hala Baník Most                          | 1.100 Zuschauer Spielbericht | Tschechien Iveta Luzumová 7         | 23 : 24 (10 : 11) | Montenegro Jovanka Radičević 6      |
| 26. März 2014, Mi. 21:00 Uhr in Maia, Pavilhão Municipal da Maia                         | 900 Zuschauer Spielbericht   | Portugal Maria Inês Silva Pereira 6 | 17 : 24 (7 : 11)  | Polen Karolina Kudłacz 7            |
| 30. März 2014, So. 16:00 Uhr in Bijelo Polje, Sporthall "Nikoljac"                       | 3.000 Zuschauer Spielbericht | Montenegro Katarina Bulatović 6     | 25 : 22 (12 : 11) | Tschechien Iveta Luzumová 9         |
| 30. März 2014, So. 17:30 Uhr in Zielona Góra, Centrum Rekreacyjno-Sportowe               | 5.000 Zuschauer Spielbericht | Polen Kinga Byzdra 4                | 29 : 21 (14 : 8)  | Portugal Mariana Ferreira Lopes 7   |
| 11. Juni 2014, Mi. 20:00 Uhr in São Pedro do Sul, Pavilhão Municipal de São Pedro do Sul | 1.300 Zuschauer Spielbericht | Portugal Cláudia Aguiar 7           | 23 : 33 (9 : 14)  | Tschechien Iveta Luzumová 6         |
| 11. Juni 2014, Mi. 20:20 Uhr in Częstochowa, Hala Sportowa Częstochowa                   | 6.700 Zuschauer Spielbericht | Polen Alina Wojtas 6                | 22 : 25 (11 : 10) | Montenegro Katarina Bulatović 8     |
| 14. Juni 2014, Sa. 11:25 Uhr in Brno, Městská hala míčových sportů                       | 2.500 Zuschauer Spielbericht | Tschechien Hana Kutlvašrová 7       | 10 : 16 (22 : 25) | Polen Karolina Kudłacz 8            |
| 15. Juni 2014, So. 20:00 Uhr in Nikšić, SC Nikšić                                        | 750 Zuschauer Spielbericht   | Montenegro Đurđina Malović 8        | 22 : 22 (13 : 12) | Portugal Mariana Ferreira Lopes 6   |

#### Gruppe 4
| Rang | Team        | Sp. | S | U | N | T   | GT  | Diff. | Pkt. |
| ---- | ----------- | --- | - | - | - | --- | --- | ----- | ---- |
| 1.   | Spanien     | 6   | 5 | 0 | 1 | 160 | 106 | +54   | 10   |
| 2.   | Niederlande | 6   | 5 | 0 | 1 | 170 | 122 | +48   | 10   |
| 3.   | Türkei      | 6   | 2 | 0 | 4 | 110 | 166 | −56   | 4    |
| 4.   | Italien     | 6   | 0 | 0 | 6 | 105 | 151 | −46   | 0    |

| 24. Oktober 2013 in León, Palacio de los Deportes de León                     | 2.000 Zuschauer Spielbericht | Spanien Alexandrina Cabral Barbosa 9 | 28 : 11 (15 : 05) | Türkei Yasemin Şahin 3               |
| 23. Oktober 2013 in Rotterdam, Topsportcentrum Rotterdam                      | 2.000 Zuschauer Spielbericht | Niederlande Laura van der Heijden 6  | 28 : 13 (12 : 09) | Italien Cristina Viorica Gheorghe 4  |
| 26. Oktober 2013 in Pescara, Giovanni Paolo II                                | 900 Zuschauer Spielbericht   | Italien Irene Fanton 4               | 11 : 27 (06 : 13) | Spanien Elisabeth Pinedo Sáenz 7     |
| 27. Oktober 2013 in Çankaya/Ankara, THF Spor Salonu                           | 900 Zuschauer Spielbericht   | Türkei Serpil İskenderoğlu 5         | 17 : 32 (08 : 17) | Niederlande Laura van der Heijden 6  |
| 26. März 2014, Mi. 19:30 Uhr in Rotterdam, Topsportcentrum Rotterdam          | 2.000 Zuschauer Spielbericht | Niederlande Lois Abbingh 7           | 27 : 22 (17 : 12) | Spanien Alexandrina Cabral Barbosa 8 |
| 27. März 2014, So. 20:00 Uhr in Chieti, Palazzetto dello Sport Santa Filomena | 1.000 Zuschauer Spielbericht | Italien Cristina Viorica Gheorghe 9  | 21 : 22 (11 : 13) | Türkei Özel, Şahin, Yakupoğlu je 4   |
| 29. März 2014, Sa. 17:00 Uhr in Çankaya/Ankara, THF Complex                   | 550 Zuschauer Spielbericht   | Türkei Yeliz Özel 8                  | 23 : 21 (10 : 9)  | Italien Anika Niederwieser 6         |
| 30. März 2014, S0. 13:00 Uhr in Logroño, Palacio de los deportes de la Rioja  | 2.518 Zuschauer Spielbericht | Spanien Alexandrina Cabral Barbosa 8 | 29 : 22 (16 : 14) | Niederlande Angela Malestein 5       |
| 11. Juni 2014, Mi. 19:00 Uhr in Çankaya/Ankara, THF Complex                   | 350 Zuschauer Spielbericht   | Türkei Diqdem Hosgör 4               | 16 : 27 (6 : 13)  | Spanien Alexandrina Cabral Barbosa 6 |
| 12. Juni 2014, Do. 20:00 Uhr in Conversano-Bari, Pala San Giacomo             | 2.000 Zuschauer Spielbericht | Italien Cristina Viorica Gheorghe 7  | 20 : 24 (10 : 13) | Niederlande Myrthe Schoenaker 5      |
| 14. Juni 2014, Sa. 17:30 Uhr in Ciudad Real, Quijote Arena                    | 1.900 Zuschauer Spielbericht | Spanien Alexandrina Cabral Barbosa 7 | 27 : 19 (14 : 10) | Italien Gheorghe, Niederwieser je 7  |
| 15. Juni 2014, So. 14:00 Uhr in Rotterdam, Topsportcentrum Rotterdam          | 2.000 Zuschauer Spielbericht | Niederlande Laura van der Heijden    | 37 : 21 (18 : 12) | Türkei İskit, Karameke, Şahin je 3   |

#### Gruppe 5
| Rang | Team      | Sp. | S | U | N | T   | GT  | Diff. | Pkt. |
| ---- | --------- | --- | - | - | - | --- | --- | ----- | ---- |
| 1.   | Schweden  | 6   | 4 | 2 | 0 | 173 | 134 | +39   | 10   |
| 2.   | Serbien   | 6   | 3 | 2 | 1 | 156 | 140 | +16   | 8    |
| 3.   | Slowenien | 6   | 3 | 0 | 3 | 162 | 173 | −11   | 6    |
| 4.   | Schweiz   | 6   | 0 | 0 | 6 | 131 | 175 | −44   | 0    |

| 23. Oktober 2013 in Helsingborg, Helsingborg Arena                                 | 2.139 Zuschauer Spielbericht | Schweden Jenny Alm 8            | 30 : 25 (16 : 12) | Slowenien Barbara Lazović 7        |
| 23. Oktober 2013 in Vrnjačka Banja, Sportska hala Vrnjačka Banja                   | 1.200 Zuschauer Spielbericht | Serbien Marija Lojpur 7         | 32 : 21 (15 : 06) | Schweiz Dinkel, Frey, Weigelt je 4 |
| 27. Oktober 2013 in Zürich, Saalsporthalle Zürich                                  | 800 Zuschauer Spielbericht   | Schweiz Frey, Weigelt je 6      | 22 : 30 (11 : 13) | Schweden Fogelström, Gulldén je 6  |
| 27. Oktober 2013 in Ljubljana, Hala Tivoli                                         | 800 Zuschauer Spielbericht   | Slowenien Tamara Mavsar 6       | 31 : 26 (16 : 12) | Serbien Katarina Krpež 5           |
| 27. März 2014, Do. 20:00 Uhr in Kragujevac, Sportski Centar Mladost Mladost Jezero | 3.500 Zuschauer Spielbericht | Serbien Sanja Damnjanović 11    | 25 : 25 (14 : 14) | Schweden Linnea Torstenson 7       |
| 27. März 2014, Do. 20:00 Uhr in Stäfa, Frohberg Stäfa                              | 757 Zuschauer Spielbericht   | Schweiz Karin Weigelt 9         | 22 : 24 (13 : 14) | Slowenien Gros, Koren je 5         |
| 30. März 2014, So. 17:30 Uhr in Ljubljana, Športna dvorana Kodeljevo               | 1.200 Zuschauer Spielbericht | Slowenien Ana Gros 6            | 30 : 29 (15 : 16) | Schweiz Karin Weigelt 8            |
| 30. März 2014, So. 18:15 Uhr in Kristianstad, Kristianstad Arena                   | 2.449 Zuschauer Spielbericht | Schweden Linnea Torstenson 5    | 18 : 18 (9 : 10)  | Serbien Damnjanović, Lekić je 6    |
| 11. Juni 2014, Mi. 20:00 Uhr in Ljubljana, Športna dvorana Kodeljevo               | 700 Zuschauer Spielbericht   | Slowenien Gros, Irman je 5      | 27 : 34 (14 : 17) | Schweden Isabelle Gulldén 8        |
| 12. Juni 2014, Do. 20:00 Uhr in Stäfa, Stäfa Frohberg                              | 680 Zuschauer Spielbericht   | Schweiz Nicole Dinkel 5         | 20 : 23 (12 : 13) | Serbien Andrea Lekić 5             |
| 15. Juni 2014, So. 13:00 Uhr in Göteborg, Scandinavium                             | 3.506 Zuschauer Spielbericht | Schweden Anna Maria Johansson 6 | 36 : 17 (18 : 6)  | Schweiz Karin Weigelt 6            |
| 15. Juni 2014, So. 20:00 Uhr in Niš, Hala Čair                                     | 3.200 Zuschauer Spielbericht | Serbien Andrea Lekić 9          | 32 : 25 (18 : 15) | Slowenien Ana Gros 6               |

#### Gruppe 6
| Rang | Team     | Sp. | S | U | N | T   | GT  | Diff. | Pkt. |
| ---- | -------- | --- | - | - | - | --- | --- | ----- | ---- |
| 1.   | Norwegen | 4   | 4 | 0 | 0 | 120 | 94  | +26   | 8    |
| 2.   | Rumänien | 4   | 2 | 0 | 2 | 103 | 103 | ±0    | 4    |
| 3.   | Belarus  | 4   | 0 | 0 | 4 | 101 | 127 | −26   | 0    |

| 23. Oktober 2013 in Oradea, Arena Antonio Alexe                         | 2.500 Zuschauer Spielbericht | Rumänien Ardean Elisei, Marin je 5 | 23 : 25 (10 : 11) | Norwegen Karoline Dyhre Breivang 6      |
| 27. Oktober 2013 in Bergen, Sotra Arena                                 | 3.200 Zuschauer Spielbericht | Norwegen Heidi Løke 6              | 30 : 18 (14 : 09) | Rumänien Andreea Luciana Marin 6        |
| 26. März 2014, Mi. 19:15 Uhr in Stavanger, Stavanger Idrettshall        | 7.140 Zuschauer Spielbericht | Norwegen Camilla Herrem 9          | 33 : 29 (16 : 13) | Belarus Hanna Stsiapanava 7             |
| 30. März 2014, So. 16:00 Uhr in Mogilev, Sport Complex "Olympiets"      | 1.450 Zuschauer Spielbericht | Belarus Katsiaryna Lisok 4         | 24 : 32 (12 : 16) | Norwegen Heidi Løke 6                   |
| 11. Juni 2014, Mi. 18:00 Uhr in Mogilev, Sport Complex "Olympiets"      | 1.490 Zuschauer Spielbericht | Belarus Karina Yezhykava 6         | 28 : 30 (13 : 14) | Rumänien Valentina Neli Ardean Elisei 9 |
| 15. Juni 2014, So. 18:30 Uhr in Baia Mare, Sala Polivalentă Lascăr Pană | 2.000 Zuschauer Spielbericht | Rumänien Adriana Nechita 8         | 32 : 20 (15 : 6)  | Belarus Hanna Stsiapanava 5             |

#### Gruppe 7
| Rang | Team        | Sp. | S | U | N | T   | GT  | Diff. | Pkt. |
| ---- | ----------- | --- | - | - | - | --- | --- | ----- | ---- |
| 1.   | Deutschland | 4   | 3 | 0 | 1 | 114 | 93  | +21   | 6    |
| 2.   | Russland    | 4   | 3 | 0 | 1 | 123 | 107 | +16   | 6    |
| 3.   | Mazedonien  | 4   | 0 | 0 | 4 | 84  | 121 | −37   | 0    |

| 23. Oktober 2013 in Trier, Arena Trier                                   | 1.480 Zuschauer Spielbericht | Deutschland Müller, Zapf je 9     | 32 : 27 (18 : 11) | Russland Jekaterina Dawydenko 5  |
| 27. Oktober 2013 in Astrachan, Swjosdny                                  | 3.000 Zuschauer Spielbericht | Russland Ksenija Makejewa 5       | 29 : 28 (13 : 11) | Deutschland Susann Müller 9      |
| 26. März 2014, Mi. 19:00 Uhr in Rostow Don, Palace of Sport "Rostow Don" | 2.200 Zuschauer Spielbericht | Russland Jekaterina Iljina 7      | 36 : 23 (18 : 12) | Mazedonien Zorica Despodovska 6  |
| 29. März 2014, Sa. 17:45 Uhr in Skopje, SRC Kale                         | 1.300 Zuschauer Spielbericht | Mazedonien Elena Gjeorgjijevska 7 | 24 : 31 (9 : 18)  | Russland Olga Tschernoiwanenko 6 |
| 11. Juni 2014, Mi. 17:45 Uhr in Skopje, SRC Kale                         | 1.500 Zuschauer Spielbericht | Mazedonien Zorica Despodovska 8   | 21 : 23 (11 : 9)  | Deutschland Susann Müller 6      |
| 14. Juni 2014, Sa. 12:30 Uhr in Magdeburg, GETEC Arena                   | 7.700 Zuschauer Spielbericht | Deutschland Susann Müller 7       | 31 : 16 (14 : 5)  | Mazedonien Zorica Despodovska 9  |